# Studenckie schronisko turystyczne „Chałupa Chemików”
Studenckie schronisko turystyczne „Chałupa Chemików” – studenckie górskie schronisko turystyczne (chatka studencka) w Beskidzie Żywieckim (Grupa Wielkiej Raczy). Położone w przysiółku Danielka (dom nr 122), należącym do wsi Ujsoły, w dolinie potoku Danielka na polanie Świniarka.

## Historia
Schronisko powstało pod koniec lat 60. XX wieku z inicjatywy Almaturu. Mieści się w dawnej leśniczówce, zaadaptowanej do celów noclegowych. Przez długi czas schroniskiem zarządzał Wydział Inżynierii i Technologii Chemicznej (obecnie Wydział Chemiczny) Politechniki Śląskiej w Gliwicach (stąd nazwa chatki). Od 1992 właścicielem obiektu jest Stowarzyszenie „Chałupa Chemików” z siedzibą w Katowicach.

## Warunki pobytu
Jak wiele chatek studenckich, Chałupa Chemików czynna jest w wakacje i podczas ferii (w województwie śląskim) bez przerwy, przez resztę roku w każdy weekend od 20:00 w piątki do 12:00 w niedziele. W inne terminy jest dostępna po dokonaniu rezerwacji.
Schronisko może pomieścić do 40 osób, posiada dostępną kuchnię oraz węzeł sanitarny. Chatka jest zelektryfikowana.

## Dojazd i szlaki turystyczne
Do chatki można dojechać asfaltową drogą jezdną z Ujsoł, tam też znajduje się najbliższy przystanek PKS.
W pobliżu chatki przebiegają następujące szlaki turystyczne:
 Rycerka Górna – Młada Hora – Wielka Rycerzowa
 Ujsoły – Muńcuł – Mała Rycerzowa
 Dolina Rycerek – Młada Hora – przełęcz Kotarz – Soblówka